# SEAT Toledo III
El SEAT Toledo de Tercera generación es un automóvil del segmento C producido por el fabricante español SEAT desde el año 2004 hasta 2009

## Tercera generación (2004-2009)
La tercera generación del Toledo (5P) se basa en una nueva moda que empezó Renault con el Vel Satis, Fiat con el Croma y Opel con el Opel Signum, para darles a sus berlinas un toque de monovolumen. 
Originalmente el proyecto de esta nueva generación denominado (SE351) iba a seguir las líneas de las anteriores generaciones una berlina media tradicional con amplitud y un toque elegante pues se tenía previsto basarse en el diseño del prototipo SEAT Tango, tomando ciertos rasgos en formato berlina, pero finalmente se replanteó debido a la demanda y moda del nuevo concepto que se estaba incluyendo al mercado por lo que finalmente se decide arriesgar y desarrollar el modelo enfocando a una combinación entre un sedán y un monovolumen de cinco plazas basado en el SEAT Altea, ambos diseñados por Walter de Silva sobre la plataforma "A5" (PQ35) de la quinta generación del Golf, de la segunda generación de los A3 y Octavia, y de los monovolúmenes Volkswagen Golf Plus y Volkswagen Touran. Además de estrenar este nuevo concepto de berlina, dentro del proyecto como innovación y para dar más expectación se hicieron unos estudios de adaptación de un nuevo sistema de apertura del maletero con doble apertura denominado Twin door, pero debido a la forma del portón resultaba complicada la instalación del sistema, pues aparte de encarecía el precio resultaba poco práctico debido al diseño, finalmente este sistema se aprovecharía dentro del grupo pasando la idea para él Škoda Superb. Finalmente se dotó al Toledo de un portón trasero con maletero de 500 litros, ampliable a los 1440 litros con los asientos abatidos.

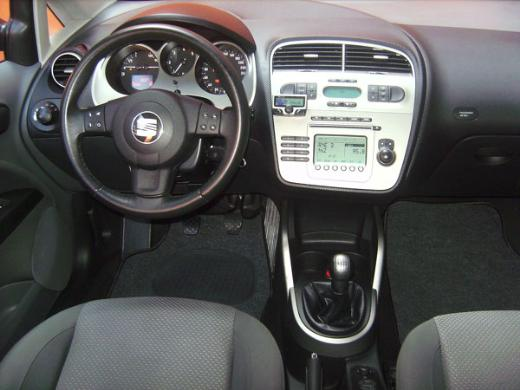
Interior del SEAT Toledo III

Se presentó como prototipo en el Salón del Automóvil de Madrid de 2004 y, posteriormente, se presentó el modelo de producción en el Salón del Automóvil de París de 2004, que llegaría al mercado en noviembre de ese mismo año.
A diferencia de otros vehículos similares, como el Renault Scénic y el Citroën C4 Picasso, las dos variantes de carrocería se comercializan como modelos totalmente distintos en lugar de llevar "apellidos" ("Grand Scénic" y "Grand C4 Picasso" respectivamente). Sin embargo, el Altea también se ofrece con una variante alargada de formato más tradicional, que antes de su salida al mercado se corrió el rumor de que iba a ser la versión station wagon del Toledo, en este caso llamada "Altea XL".
Las diferencias con el Altea se reducen a la parte posterior. Su cola tiene pilares invertidos y una luneta trasera partida en tres. El cambio de aspecto fue tan radical con respecto a los Toledo anteriores que su aceptación por el público fue baja. Su producción se detuvo en septiembre de 2009, en tanto que los Altea y Altea XL se continuaron fabricando, e incluso recibieron un rediseño.

### Equipamiento y actualizaciones
El equipamiento incluye control de tracción y de estabilidad, sistema antibloqueo de frenos y asistencia a la frenada de emergencia. Incorpora seis airbags de serie, cinturones de seguridad con pretensores y anclajes ISOFIX, así como opciones de cajas de cambios manual de 5 o 6 velocidades o automática secuencial Tiptronic. Obtuvo 5 estrellas en la prueba de protección a adultos en choques de EuroNCAP.
En el año 2006 el modelo recibe mejoras en el equipamiento, principalmente para las versiones altas de gama Stylance y Sport-Up. Se incluirían de serie: sensor de lluvia, sensores de aparcamiento, ópticas delanteras bi-xenón, faros traseros transparentes tipo Lexus, una pequeña moldura cromática en el portón trasero y asiento trasero corredizo. Además se incluirá una nueva gama de colores y aparecerá la motorización 2.0 TDI de 170cv para el acabado Sport-Up.
En el Salón de Barcelona de 2007 se presentan nuevas llantas y tapacubos y nueva motorización: el 1.8 TSI de 160 cv, que sustituye al 2.0 TSI de 150 cv.

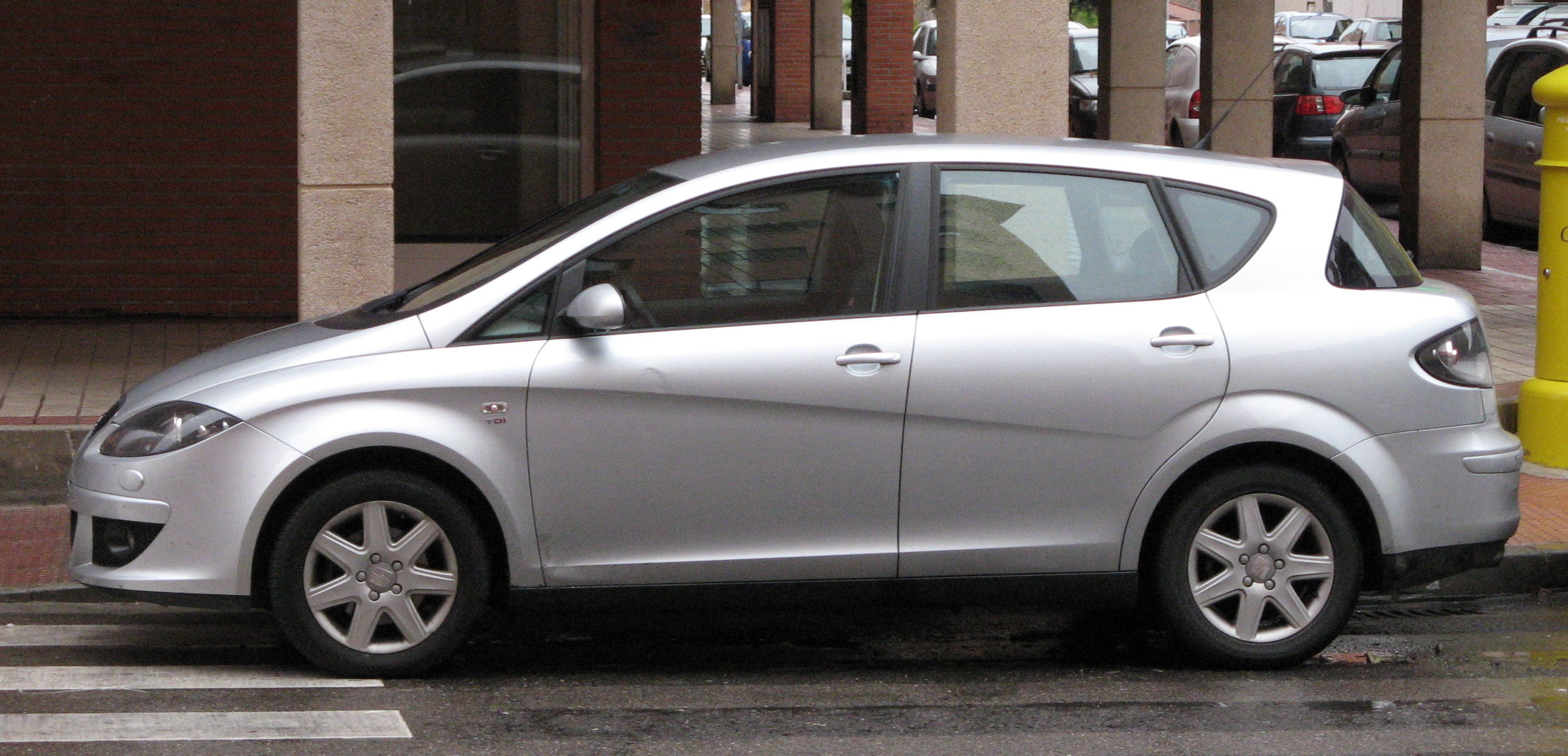
Vista lateral con los faros traseros transparentes

| Ocupantes adultos:  | 5/5 estrellas |
| Ocupantes infantil: | 4/5 estrellas |
| Peatones:           | 3/4 estrellas |

### Motorizaciones
La gama de motores es la misma que la de los modelos primos, todos de cuatro cilindros en línea.
- Gasolina: son un 1.6 litros de 102 CV, un 1.8 litros con turbocompresor de 160 CV, y un 2.0 litros de 150 CV.

- Diésel: son un 1.9 litros de 105 CV y un 2.0 litros en variantes de 140 y 170 CV, todos con turbocompresor de geometría variable, intercooler e inyección directa con alimentación por inyector-bomba.

La motorización 1.4 fue destinada a la exportación, solo para los países de Europa del Este, y la motorización 2.0 TSI de 200cv fue para una edición limitada en 2006 aprovechando que era la misma que montaba el SEAT Altea FR ya que prácticamente era el mismo vehículo a excepción de la parte trasera.

### Acabados

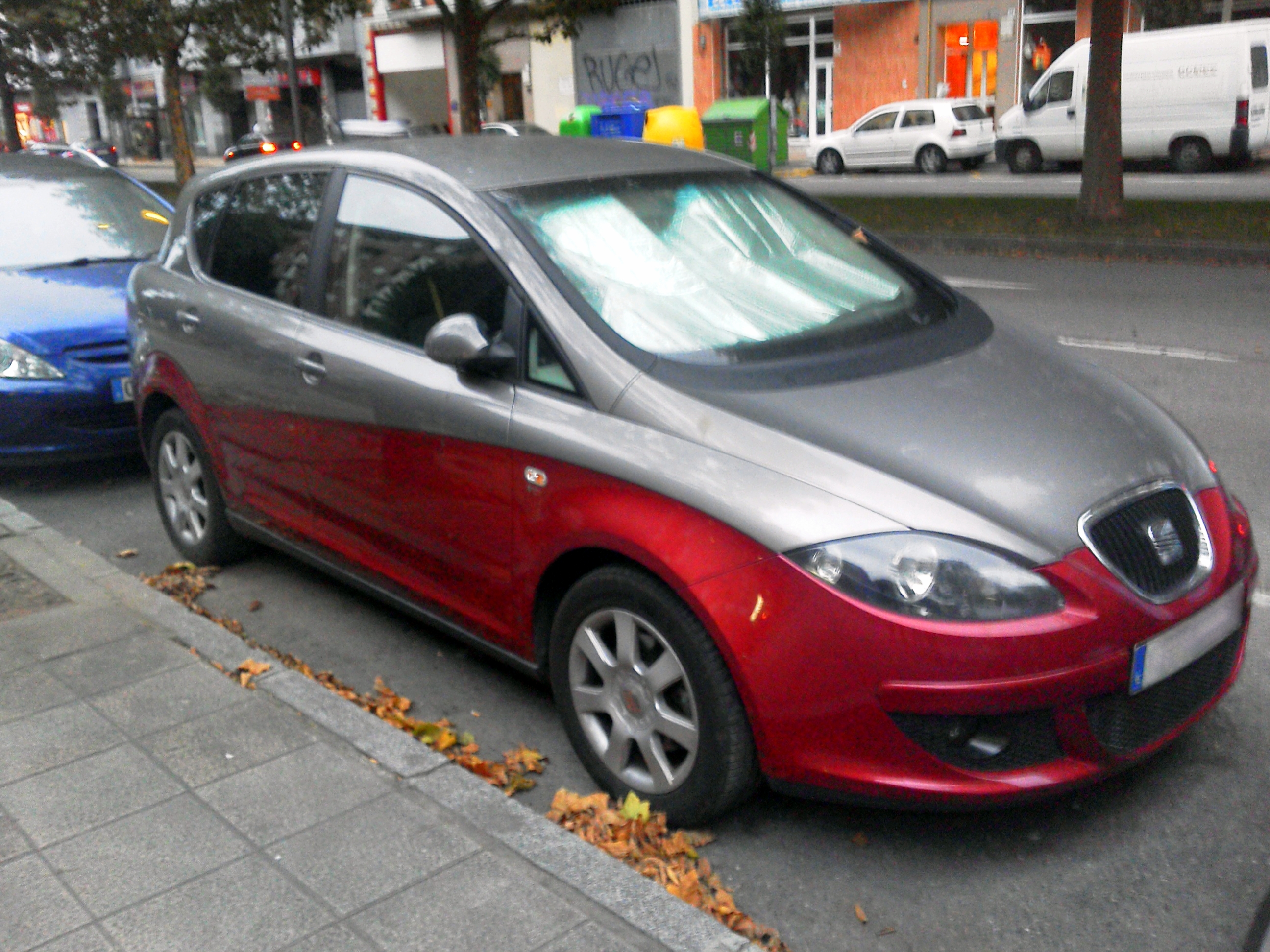
SEAT Toledo Exclusivo (bicolor) edición especial, no seria la primera vez que el modelo Toledo tenía combinaciones bicolor ya que al comienzo de la primera generación hubo también versiones especiales bicolor.

SEAT presentó el automóvil bajo el eslogan "Extraordinario de principio a fin". El modelo al principio contaba con 4 acabados: Reference, Sport, Stylance y Sport UP. Al final de su vida comercial desaparecía el acabado Sport, quedando solo los 3 acabados restantes en la gama.
- Reference

Entre otros elementos dispone de ABS y TCS (desconectable), airbags para conductor y acompañante, airbags laterales delanteros y de cortina, llantas de 16 pulgadas con neumáticos 205/55, control de presión de neumáticos, anclajes Isofix, elevalunas eléctricos delanteros con funciones 'one touch' y sistema antipinzamiento, retrovisores exteriores eléctricos, calefactados y en color carrocería; cierre centralizado con mando a distancia y llave plegable de tres pulsadores (se suma un tercer botón para abrir solo el portón), aire acondicionado, radio CD con seis altavoces, asiento del conductor regulable en altura, respaldo del asiento trasero abatible (1/3-2/3) y ordenador de a bordo (solo con el motor 2.0 TDI), etcétera.
- Sport

Este acabado ofrece la misma dotación de serie que el Reference añadiendo un carácter y una apariencia más deportiva: suspensión con tarados más firmes, asientos deportivos, acabado interior específico, volante en cuero con mandos para controlar el equipo de audio, pomo del cambio en cuero, llantas de aleación de 16 pulgadas de cinco radios, ordenador de a bordo y dos altavoces adicionales.
- Stylance

Sobre el Reference, estas versiones añaden alarma volumétrica, ESP, llantas de aleación de 16 pulgadas y siete radios con neumáticos 205/55, faros antiniebla, climatizador de dos zonas, elevalunas eléctricos traseros, retrovisores exteriores con posición párking eléctrica, volante en cuero con mandos para controlar el equipo de audio, pomo de la palanca de cambios de cuero, control de velocidad de crucero, ordenador de a bordo, función 'Coming Home' y dos altavoces adicionales, entre otros elementos, ya opcionales como el cargador de CD que venia dentro del apoyabrazos central delantero.
- Sport-up

Respecto al equipamiento Stylance, este acabado monta llantas de aleación de 17 pulgadas de cinco radios, neumáticos 225/45, suspensión deportiva, asientos deportivos y acabado interior específico.
- Taxi

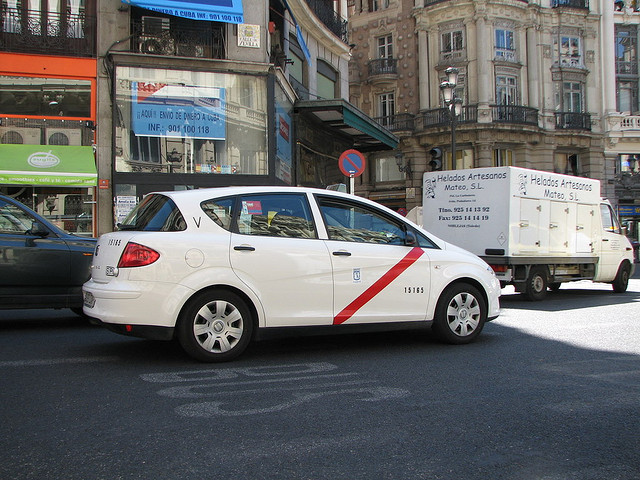
Versión Taxi del SEAT Toledo III

En la tercera generación por espacio y maletero se desenvolvía bien en este sector aunque el diseño no gustaba mucho, pero se vendieron bastantes unidades junto con el Altea XL.

#### Ediciones especiales/Series limitadas
| 2005 | Exclusivo                   | Stylance |  |
| Era una edición especial que apareció en 2005 bajo el acabado Stylance únicamente con la motorización 2.0 TDI de 140 CV disponible tanto en manual como con cambio DSG, su principal característica era el exterior pintado en bicolor recordando la expectación que dio el prototipo, pero disponible en 2 combinaciones bicolores de carrocería "gris/cobre arrojado" o "gris/negro". En el interior como opcional estaba disponible el kit arena con detalles en color arena anaranjado (volante, pomo, fundas de marcha, freno de mano, apoyabrazos entre otros detalles). |                             |          |  |
| 2007 | Sport Edition (Reino Unido) | Sport UP |  |
| Edición limitada exclusiva para Reino Unido, fue presentado en el salón de Londres de 2007, incorpora bajo su carrocería negra el kit aerodinámico consistente en bajeros de ambos parachoques, alerón trasero en zona techo, y accesorios cromados (retrovisores, moldura maletero y molduras rejillas), luces tipo lexus traseras, faros de xenón, llantas de 18 pulgadas BBS de SEAT Sport de 5 palos, lunas tintada y el interior con asientos en piel negra, equipa el Motor 2.0 TDI y DSG.                                                                               |                             |          |  |

### Prototipos
El Toledo III se mostró por primera vez como prototipo en el Salón del Automóvil de Madrid de 2004. La carrocería estaba pintada bicolor gris y cobre, e incorporaba el motor gasolina 2.0 de 150 CV, con unos parachoques que recordaba a las versiones Cupra/FR de SEAT, un techo de vidrio con un interior con asientos de cuero en color naranja y un sistema multimedia de entretenimiento con dos pantallas en los cabeceros.

### Nota
En junio de 2008, SEAT anunció que su nuevo turismo del segmento D, que utiliza la plataforma del Audi A4 de tercera generación, se llamaría SEAT Exeo y por lo tanto descartando la posibilidad de que se llamase SEAT Bolero o fuera la cuarta generación del Toledo.
La producción del SEAT Toledo III finalizó en el año 2009. Dejó de producirse sin sustituto aunque estaba en fase de desarrollo una próxima generación que llegaría en octubre del 2012.